# Zahra Ali
Zahra Ali est une sociologue française.
Elle travaille sur les questions de genre et de racisme en relation avec l'Islam. Ses travaux portent notamment sur le féminisme musulman.

## Biographie

### Parcours personnel
Zahra Ali est la fille de réfugiés politiques irakiens arrivés en France dans les années 1980. À 15 ans, elle milite dans une association de femmes musulmanes à Rennes.
À 18 ans, dans le contexte des mouvements d'opposition à la loi sur les signes religieux dans les écoles publiques françaises, elle s'engage en avril 2004 dans le mouvement féministe non mixte « Collectif Féministes pour l’égalité » créé par des militantes du « Collectif Une école pour toutes et tous » (CEPT). Zahra Ali est élue vice-présidente aux côtés de Christine Delphy, elle élue présidente.

### Carrière
Elle est docteure à l'EHESS, chercheuse dans cette école ainsi qu'à l'Institut français du Proche-Orient. Elle a soutenu une thèse intitulée « Les femmes de l’Irak d’après-Saddam : enjeux et articulations entre genre, nation et religion ».

## Positions
S'inspirant des travaux de Nacira Guénif-Souilamas, Zahra Ali condamne l’interdiction du port du foulard islamique dans les écoles et du niqab dans les lieux publics, et le compare avec d’autres appels au dévoilement des femmes en contexte colonial. Elle a elle-même porté le voile pendant une partie de sa vie.

## Publications
- Féminismes islamiques, Paris/27-Mesnil-sur-l'Estrée, La Fabrique, 2020 (1re éd. 2012), 256 p. (ISBN 978-2-35872-190-5, présentation en ligne)
- (en) Women and Gender in Iraq : Between Nation-Building and Fragmentation, Cambridge University Press, 2018, 338 p. (ASIN B07DXVJ8NR)
- (en) Women and Gender in Iraq : Between Nation-Building and Fragmentation (Thèse de doctorat en sociologie), Paris, École des hautes études en sciences sociales, 2015 (présentation en ligne)